# Beniamino Simoni (fantino)
Beniamino Simoni detto Begnamino (Belforte, ... – ...; fl. XVIII secolo) è stato un fantino italiano.
Vinse per due volte il Palio di Siena, su un totale di sedici partecipazioni.

## Carriera
Begnamino esordì a Siena, con molta sfortuna, in occasione della carriera del 16 agosto 1779 con il giubbetto del Bruco: mentre era in testa, la sua corsa fu compromessa da un sasso conficcatosi sotto lo zoccolo del cavallo, permettendo così a Brecchino, fantino dell'Onda, di sopravanzare l'accoppiata brucaiola e vincere il Palio. 
Il riscatto di Begnamino non si fece attendere. Al successivo Palio del 2 luglio 1780, in groppa al potente stornello di Luigi Cetti, ottenne la sua prima affermazione nella Civetta, approfittando della caduta al terzo giro di Bastiancino, portacolori del Nicchio.
Begnamino tornò in Piazza il 2 luglio 1781, chiamato dal Valdimontone a montare nuovamente lo stornello del Cetti (che aveva vinto anche la precedente carriera dell'agosto 1780 per il Nicchio). Dopo aver tallonato per due giri Sorbino, fantino della Torre, Begnamino si portò in testa alla terza girata e ottenne la sua seconda affermazione, aprendo così la strada al cappotto che la contrada dei Servi, vincitrice anche ad agosto, avrebbe di lì a poco conseguito. 
Al Palio del 2 luglio 1782, l'Onda incaricò Begnamino di montare nuovamente lo stornello del Cetti. Il Palio si risolse in un aspro duello a colpi di nerbo con Nacche e Dorino, nell'ordine fantini di Pantera e Oca, che alla fine ebbe la meglio. A fine carriera, la spennacchiera del cavallo dell'Onda risultava distrutta dalla gragnola di nerbate subite dalle altre due contrade.
La carriera del Simoni proseguì con una certa regolarità fino alla fine degli anni Ottanta del Settecento. Poi, dopo aver corso ad agosto del 1793 per il Drago e a luglio del 1794 per la Pantera, Begnamino concluse la propria esperienza al Palio di Siena.

## Presenze al Palio di Siena
Le vittorie sono evidenziate ed indicate in neretto.
| Palio          | Contrada     | Cavallo                   | Note |
| -------------- | ------------ | ------------------------- | ---- |
| 16 agosto 1789 | Bruco        | Sauro di P.Testi          |      |
| 2 luglio 1780  | Civetta      | Stornello di L. Cetti     |      |
| 2 luglio 1781  | Valdimontone | Stornello di L. Cetti     |      |
| 16 agosto 1781 | Torre        | Baio di L.Dei             |      |
| 2 luglio 1782  | Onda         | Stornello di L. Cetti     |      |
| 16 agosto 1782 | Leocorno     | Sauro di A. Boni          |      |
| 2 luglio 1783  | Drago        | Sauro di A. Merlotti      |      |
| 18 agosto 1783 | Lupa         | Baio di M. Morichelli     |      |
| 2 luglio 1784  | Pantera      | Morello di G.B. Pocaterra |      |
| 16 agosto 1784 | Bruco        | Baio di D. Masoni         |      |
| 2 luglio 1786  | Oca          | Baio di G. Rabazzi        |      |
| 16 agosto 1786 | Bruco        | Morello di A. Cellesi     |      |
| 2 luglio 1787  | Valdimontone | Baio di G. Gigli          |      |
| 18 agosto 1789 | Tartuca      | Baio di A. Pistoj         |      |
| 16 agosto 1793 | Drago        | Morello di T. Felloni     |      |
| 3 luglio 1794  | Pantera      | Baio di G. Casini         |      |